# Liste der Professoren an der Düsseldorfer Rechtsakademie
Die Liste der Professoren an der Düsseldorfer Rechtsakademie enthält alle heute bekannten Lehrkörper (ordentlichen Professoren, Außerordentlichen Professoren und Privatdozenten) an der Rechtsakademie Düsseldorf in der Zeit ihres Bestehens 1715–1811.
| Lehrtätig- keit | bis  | Name                                  | akad. Grad(e)               | ord. Prof. ab | Bemerkung                                         |
| --------------- | ---- | ------------------------------------- | --------------------------- | ------------- | ------------------------------------------------- |
| vor 1715        | 1717 | Ludolf Heinrich Hake                  | Dr. iur. utr.               | vor 1715      |                                                   |
| 1717            | 1730 | Franziscus Gerhäuser                  | Lic.                        | 1717          |                                                   |
| 1730            | 1744 | Franz Wilhelm Pütz                    | Dr. jur.                    | 1730          |                                                   |
| 1727            | 1759 | Andreas Nußbaum                       | Lic. jur.                   | 1744          | ab 1742 Privatdozent                              |
| 1745            | 1771 | Franz-Leopold Reckum                  | Dr. iur.                    | 1755          |                                                   |
| 1747            | 1748 | Georg Franz Knapp                     | –                           |               | a.o. Prof., später Vizekanzler und Reichsfreiherr |
| 1747            | 1753 | Eugenius Reygers                      | Lic.                        | 1747          |                                                   |
| 1749            | 1751 | Hermann Josef Stercken                | –                           |               | a.o. Prof.                                        |
| 1753            | 1765 | Georg Franz Neller                    | Lic.                        | 1759          | 1753 a.o. Prof.                                   |
| 1765            | 1771 | Heinrich Anton Wolff                  | –                           | 1795          |                                                   |
| 1769            | 1773 | Johannes Wilhelm Schiller             | Dr. iur.                    | ?             |                                                   |
| 1769            | 1801 | Johann Wilhelm Windscheid             | Lic.                        |               | a.o. Prof.                                        |
| 1772            | 1805 | Carl Joseph Henoumont                 | –                           | 1773          | 33 J. sowohl Professor als auch Advokat           |
| 1774            | 1788 | Johann Jakob Dewies                   | –                           |               | a.o. Prof.                                        |
| 1775            | 1779 | Johann Gottlieb Franken               | –                           | 1776          | ab 1775 Privatdozent                              |
| 1781            | 1794 | Johann Jacob Camphausen               | –                           |               | a.o. Prof.                                        |
| 1785            | 1792 | Adam Martin                           | –                           |               | a.o. Prof.                                        |
| 1785            | 1791 | Josef Pampus                          | –                           |               | a.o. Prof.                                        |
| 1788            | 1794 | Peter Leonhard Dewies                 | –                           | 1788          |                                                   |
| 1791            | 1803 | Stephan Theodor Bernhard Jansen       | –                           |               | a.o. Prof.                                        |
| 1792            | 1803 | Franziskus Antonius Josephus Lohausen | –                           |               | a.o. Prof.                                        |
| 1784            | 1811 | Theodor Joseph Lenzen                 | –                           |               | ab 1794 Privatdozent; mit Vorlesungen beauftragt  |
| 1797            | 1815 | Joseph Schram                         | –                           | 1803          |                                                   |
| 1803            | 1805 | Karl Anton Hamacher                   | –                           |               | ab 1804 a.o. Prof.                                |
| 1804            | 1812 | Johann Wilhelm Neuss                  | –                           | 1804          | ab 1799 Privatdozent                              |
| 1803            | 1806 | Philipp Anton Hedderich               | Dr. theol. u. Dr. iur. utr. | 1803          |                                                   |
| 1810            | 1811 | Heinrich Brewer                       | –                           |               | ab 1810 Privatdozent; mit Vorlesungen beauftragt  |